# Соловьёв (Чеботовичский сельсовет)
Соловьёв (бел. Салаўёў) — посёлок в Чеботовичском сельсовете Буда-Кошелёвского района Гомельской области Белоруссии.
Рядом месторождение песков.

## География

### Расположение
В 20 км на юго-запад от районного центра и железнодорожной станции Буда-Кошелёвская (на линии Жлобин — Гомель), 58 км от Гомеля.

## Транспортная сеть
Транспортные связи по просёлочной, а затем автомобильной дороге Жлобин — Гомель. Планировка состоит из короткой прямолинейной улицы, ориентированной с юго-востока на северо-запад. Застроена односторонне деревянными домами усадебного типа.

## История
Основан в начале XX века переселенцами с соседних деревень. В 1926 году в Уваровичском районе Гомельского округа. В 1929 году жители посёлка вступили в колхоз. В 1959 году в составе совхоза «Чеботовичи» (центр — деревня Чеботовичи).

## Население

### Численность
- 2004 год — 5 хозяйств, 8 жителей.

### Динамика
- 1926 год — 17 дворов, 87 жителей.
- 1959 год — 38 жителей (согласно переписи).
- 2004 год — 5 хозяйств, 8 жителей.